# Dolichopus salictorum
Dolichopus salictorum är en tvåvingeart som beskrevs av Friedrich Hermann Loew 1871. Dolichopus salictorum ingår i släktet Dolichopus och familjen styltflugor. Inga underarter finns listade i Catalogue of Life.